# The King of Fighters
The King of Fighters est une série de jeux de combat généralement en 2 dimensions de l'éditeur japonais SNK (ancienne société) puis SNK, dont le premier épisode est sorti en arcade ainsi que sur la console créée par cette même compagnie, la Neo-Geo AES, en 1994 et par la suite adaptée sur de nombreuses plateformes.
Cette série est un crossover des jeux SNK les plus connus, Fatal Fury et Art of Fighting. Y figurent également des personnages de jeux plus anciens comme Ikari Warriors et Psycho Soldier, ainsi que de nouveaux participants.
The King of Fighters 2000 est le dernier épisode créé entièrement par SNK, ensuite racheté par Playmore/Eolith.

## Système de jeu
The King of Fighters propose au joueur de contrôler une équipe de trois combattants au lieu d'un seul habituellement, chaque participant entrant dans le combat après la défaite de son prédécesseur dans l'équipe. Ce concept fut repris de nombreuses fois par la suite, mais abandonné dans la dernière version Neo-Geo de la série, The King of Fighters 2003, au profit d'un système de Tag Battle, rompant avec le style des 9 épisodes précédents.
Les différents épisodes de la série utilisent des enchaînements de coups (combos), ainsi qu'un système avancé de furies, marque de fabrique de Fatal Fury et Art of Fighting.
Un système de "striker" fut introduit dans The King of Fighters '99: Millennium Battle, permettant au joueur d'ajouter un quatrième personnage à son équipe, celui-ci pouvant intervenir au cours du combat pour surprendre l'adversaire, à la manière des aides de Marvel vs. Capcom. Ce système fut amélioré dans les éditions suivantes pour permettre l'exécution d'attaques combinant les forces de plusieurs combattants.

## Système decombos
Les combos peuvent être de deux types.
Soit l'enchaînement est automatique, c’est-à-dire qu'une seule manipulation permet au joueur d'effectuer une succession de coups (ex.: certains coups spéciaux), soit il est manuel. Un enchaînement manuel se combine parfois avec un enchaînement automatique.
Les combos manuels se basent sur un système logique. Différents types de coups peuvent s'enchaîner dans un certain ordre et toujours dans le même sens. On crée donc une "chaîne" sur cette base en fonction des capacités et des spécificités du personnage choisi. Tous les épisodes ont gardé ce schéma à quelques modifications près.
Les types de coups sont combinables dans l'ordre suivant :
- les coups normaux exécutés lors d'un saut
- les coups normaux
- les "command moves"
- les coups spéciaux ou les furies

Le joueur peut sauter un ou plusieurs types de coups de la liste pourvu qu'il aille toujours du haut vers le bas, que le même type de coup ne soit pas répété deux fois et que les coups normaux ou "command moves" choisis aient la propriété de pouvoir être interrompus (cancel) afin de placer le coup suivant suffisamment vite.

## Liste des jeux

### Série principale
| Arcade | Jeux                      | SNK  | SNK  | Sony Interactive Entertainment | Sony Interactive Entertainment | Sony Interactive Entertainment | Sony Interactive Entertainment | Sony Interactive Entertainment | Sony Interactive Entertainment | Sony Interactive Entertainment | Sega | Sega | Microsoft | Microsoft | Microsoft | Microsoft | Réf    |
| Arcade | Jeux                      | AES  | NEO  | PSX                            | PS2                            | PS3                            | PS4                            | PS5                            | PSP                            | PSN                            | SS   | DC   | XBX       | 360       | X1        | XS        | Réf    |
| 1994 | The King of Fighters '94  | 1994 | 1994 | —                              | 2004                           | 2010                           | 2016                           | —                              | 2011                           | 2011                           | —    | —    | —         | —         | 2017      | —         | [ 1 ]  |
| 1995 | The King of Fighters '95  | 1995 | 1995 | 1996                           | —                              | 2011                           | 2017                           | —                              | 2011                           | 2007                           | 1996 | —    | —         | —         | 2017      | —         | [ 2 ]  |
| 1996 | The King of Fighters '96  | 1996 | 1996 | 1997                           | —                              | 2007                           | 2017                           | —                              | 2011                           | 2007                           | 1996 | —    | —         | —         | 2017      | —         | [ 3 ]  |
| 1997 | The King of Fighters '97  | 1997 | 1997 | 1998                           | —                              | 2007                           | —                              | —                              | —                              | 2007                           | 1998 | —    | —         | —         | —         | —         | [ 4 ]  |
| 1998 | The King of Fighters '98  | 1998 | 1998 | 1999                           | 2009                           | 2007                           | —                              | —                              | 2007                           | —                              | —    | 1999 | —         | —         | —         | —         | ,      |
| 1999 | The King of Fighters '99  | 1999 | 1999 | 2000                           | —                              | 2007                           | —                              | —                              | 2007                           | 2009                           | —    | 2000 | —         | —         | —         | —         | ,      |
| 2000 | The King of Fighters '00  | 2000 | —    | —                              | 2002                           | —                              | 2016                           | —                              | —                              | 2016                           | —    | 2002 | —         | —         | —         | —         | [ 9 ]  |
| 2001 | The King of Fighters '01  | 2001 | —    | —                              | 2003                           | —                              | —                              | —                              | —                              | —                              | —    | —    | —         | —         | —         | —         | [ 10 ] |
| 2002 | The King of Fighters '02  | 2002 | —    | —                              | 2004                           | —                              | —                              | —                              | —                              | —                              | —    | 2003 | 2005      | —         | —         | —         | [ 11 ] |
| 2003 | The King of Fighters '03  | 2003 | —    | —                              | 2004                           | —                              | —                              | —                              | —                              | —                              | —    | —    | 2005      | —         | —         | —         | [ 12 ] |
| 2005 | The King of Fighters XI   | —    | —    | —                              | 2006                           | —                              | —                              | —                              | —                              | —                              | —    | —    | —         | —         | —         | —         | [ 13 ] |
| 2009 | The King of Fighters XII  | —    | —    | —                              | —                              | 2009                           | —                              | —                              | —                              | —                              | —    | —    | —         | 2009      | —         | —         | [ 14 ] |
| 2010 | The King of Fighters XIII | —    | —    | —                              | —                              | 2011                           | —                              | —                              | —                              | —                              | —    | —    | —         | 2011      | —         | —         | [ 15 ] |
| 2017 | The King of Fighters XIV  | —    | —    | —                              | —                              | —                              | 2016                           | —                              | —                              | —                              | —    | —    | —         | —         | —         | —         | [ 16 ] |
| 2022 | The King of Fighters XV   | —    | —    | —                              | —                              | —                              | 2022                           | 2022                           | —                              | —                              | —    | —    | —         | —         | —         | 2022      |        |
| Titres entiers - The King of Fighters '98: The Slugfest (1998) (sous-titré Dream match never ends au Japon et The Slugfest aux États-Unis) - The King of Fighters '99: Millennium Battle - The King of Fighters 2002: Challenge to Ultimate Battle Autres épisodes - The King of Fighters Neowave (2004) - KOF: Maximum Impact Regulation "A" (2007) - The King of Fighters '98 Ultimate Match (2008) - The King of Fighters 2002 Unlimited Match (2009) |                           |      |      |                                |                                |                                |                                |                                |                                |                                |      |      |           |           |           |           |        |

### Autres épisodes
- The King of Fighters Kyo sur PlayStation (1998)
- The King of Fighters R-1 sur Neo-Geo Pocket (1998)
- The King of Fighters R-2 sur Neo-Geo Pocket Color (1999)
- The King of Fighters: Battle De Paradise sur Neo-Geo Pocket (2000)
- The King of Fighters EX - Neo Blood sur Game Boy Advance (2002)
- The King of Fighters EX2 - Howling Blood sur Game Boy Advance (2003)
- The King of Fighters Extreme sur N-Gage (2005)
- The King of Fighters: Maximum Impact sur PlayStation 2 (2005)
- The King of Fighters: Maximum Impact Maniax sur Xbox (2005)
- KOF: Maximum Impact 2 sur PlayStation 2 (2006)
- The King of Fighters Collection : The Orochi Saga sur PlayStation 2, Wii et PSP (2009)

## Adaptations
- La série The King of Fighters est également l'objet de plusieurs adaptations en manga, dont The King of Fighters ZILLION, par Andy Seto, publiée en France par l'éditeur Tonkam.

- Une adaptation animée réalisée par Studio IG a vu le jour en décembre 2005 sous la forme de 4 ONA de moins de 10 minutes chacune, avec pour titre The King of Fighters - Another Day.

- Un film US-HK sorti en 2010 réalisé par Gordon Chan, The King of Fighters, dont l'histoire ne suit aucunement celle des jeux.

- Les personnages de The King of Fighters sont jouables dans MUGEN (un moteur de jeu de combat paramétrable par les utilisateurs) en tant que personnages à télécharger. De plus, des personnages modifiés à partir des personnages originaux du jeu ne sont disponibles que dans ce moteur (Flamme Ametrine, Fliz Emerald et Lyzer Spinel par exemple).

## Tournois et compétitions
La série The King of Fighters a fait naître des tournois qui se jouent dans des salles de jeux sur des bornes d'arcade, où des joueurs s'affrontent dans des duels. Cette culture est apparue au début des jeux au Japon spécialement, mais d'autres pays ont suivi : l'Amérique d'abord, l'Europe ensuite, mais aussi de moins connus comme l'Égypte, l'Algérie, la Tunisie, le Maroc et l'Ouganda.[réf. nécessaire]